# Ocana (Corse-du-Sud)
Ocana település Franciaországban, Corse-du-Sud megyében. Lakosainak száma 643 fő (2022. január 1.). Ocana Bastelicaccia, Cuttoli-Corticchiato, Eccica-Suarella és Tolla községekkel határos.

## Népesség
A település népességének változása:
| Lakosok száma | 350  | 282  | 296  | 495  | 554  | 558  | 605  | 629  | 628  | 643  |
|               | 1968 | 1982 | 1990 | 2006 | 2013 | 2015 | 2017 | 2019 | 2020 | 2022 |